# Casa Salgot
Casa Salgot és un habitatge del municipi de Sant Feliu de Guíxols (Baix Empordà) inclòs en l'Inventari del Patrimoni Arquitectònic de Catalunya.

## Descripció
Situada a la urbanització "Vista Alegre", al costat del mar, és formada per dos volums de planta trapezoïdal, piscina i terrassa-mirador a la banda de migdia, delimitada per una pèrgola. Un dels cossos allotja els dormitoris i serveis complementaris, i l'altre la sala d'estar, la cuina i serveis annexos. L'organització interna de l'edifici queda manifestada exteriorment per la distribució d'obertures de la façana: els paraments posteriors presenten murs opacs, amb obertures mínimes, per aïllar la casa de les inclemències climàtiques i del soroll de l'entorn; la resta de paraments té obertures regulars que, en el cas de la façana sud, són de grans dimensions i relacionen els espais interns i externs de l'habitatge.

## Història
La casa Salgot va ser construïda l'any 1989 pels arquitectes Jordi Garcés i Enric Sòria per a Josep Anton Salgot.